# Ямада, Рёсукэ
Рёсукэ Ямада (яп. 山田涼介 Ямада Рё:сукэ, род. 9 мая 1993 года Токио, Япония) — японский певец, актёр и участник группы Hey! Say! JUMP.
Ямада приобрел известность как кумир подростков в 2007 году после своей роли в японском телесериале «Школа детективов Кью». После начала своей музыкальной карьеры в 2007 году в качестве участника Hey! Say! JUMP, он выпустил свой дебютный сольный сингл «Mystery Virgin» в 2013 году. Тот факт, что Ямада был подростком в то время, когда сингл достиг первого номера, помог певцу установить несколько рекордов в музыкальной индустрии Японии, и Ямада добился широкой известности. как сольный артист. Он стал первым артистом-подростком за тридцать три года, дебютировавшим синглом номер один, а также одним из двух артистов в истории, достигшим этого рубежа.
Как актёр, он известен своей ролью Хадзиме Киндаити в фильмах «Дело ведёт юный детектив Киндаити», а в «Класс убийц» в роли Нагиса Сиоты. Он также сыграл Эдварда Элрика в живом боевике «Стальной алхимик», который вышел 1 декабря 2017 года.
Роль Ямады Сиоты Нагисы в «Классе убийц» (2015) принесло ему премию Японской академии «Новичок года» в 2016 году, и роль Пола в «Кузнечик» (2015) - в номинации «Новичок года в Японии» 2016.

## Дискография

### Синглы
| Релиз          | Название                                                           | Позиция | Продажи | Сертификация   |
| -------------- | ------------------------------------------------------------------ | ------- | ------- | -------------- |
| 9 января, 2013 | «Mystery Virgin»                                                   | 1       | 219,871 | - RIAJ: Золото |
| 22 мая, 2019   | «Oh! my darling» (второй A-трек с Lucky-Unlucky» с Hey! Say! JUMP) | 1       | 199,436 |                |

### Credits
| Year | Album / Song                            | Artist                        | Credit |
| ---- | --------------------------------------- | ----------------------------- | ------ |
| 2010 | JUMP No. 1 / "Shinku"                   | Hey! Say! JUMP                | Writer |
| 2012 | JUMP World / "Hana Egao"                | Hey! Say! 7                   | Writer |
| 2013 | "Gin no Sekai ni Negai o Komete"        | Ryosuke Yamada                | Writer |
| 2014 | S3ART / "Candle"                        | Hey! Say! JUMP                | Writer |
| 2015 | JUMPing CAR / "Sangatsu Juuyokka~Tokei" | Keito Okamoto, Ryosuke Yamada | Writer |

### DVD
| Год  | Релиз       | Название                               |
| ---- | ----------- | -------------------------------------- |
| 2006 | 15 февраля  | Endless Shock                          |
| 2006 | 28 июня     | DREAM BOYS                             |
| 2006 | 30 августа  | Takizawa Hideaki Arigato 2005 Sayonara |
| 2007 | 18 июля     | Takizawa Enbujo                        |
| 2008 | 23 января   | One! The History of Tackey             |
| 2008 | 3 декабря   | Однофунтовое Евангелие                 |
| 2008 | 3 декабря   | Фурухата Ниндзабуро против SMAP        |
| 2009 | 4 марта     | Школа детективов Кью                   |
| 2009 | 22 апреля   | Горе-учитель                           |
| 2009 | 28 октября  | Niini no koto Wasurenaide              |
| 2010 | 17 марта    | Hidarime Tantei Eye SP                 |
| 2010 | 26 мая      | Hidarime Tantei Eye                    |
| 2012 | 3 февраля   | The Smurfs                             |
| 2012 | 18 июля     | Perfect Son                            |
| 2013 | 13 марта    | Kindaichi Case Files Neo               |
| 2015 | 25 сентября | Класс убийц                            |
| 2015 | 23 декабря  | Okaasan Ore wa Daijoubu                |
| 2016 | 28 апреля   | Кузнечик                               |
| 2016 | 25 марта    | Класс убийц: Выпускной                 |
| 2017 | 10 мая      | Cain and Abel                          |

## Фильмография

### Фильмы
| Год  | Название                                   | Роль            | Примечания      | Ссылки |
| ---- | ------------------------------------------ | --------------- | --------------- | ------ |
| 2011 | «Смурфики»                                 | Растяпа (голос) | Японский дубляж | [ 8 ]  |
| 2015 | «Класс убийц»                              | Нагиса Сиота    | Главная роль    | [ 9 ]  |
| 2015 | «Кузнечик»                                 | Цикада          |                 | [ 10 ] |
| 2016 | «Класс убийц: Выпускной»                   | Нагиса Сиота    | Главная роль    | [ 11 ] |
| 2017 | «Волшебный магазин Намия»                  | Ацуя            | Главная роль    |        |
| 2017 | «Стальной алхимик»                         | Эдвард Элрик    | Главная роль    | [ 12 ] |
| 2020 | «Стиратель памяти»                         | Рёити Ёсимори   | Главная роль    | [ 13 ] |
| 2021 | «Барагаки: Непрерывный самурай»            | Окита Содзи     |                 | [ 14 ] |
| 2022 | «Труп монстра»                             | Татэваки Арата  | Главная роль    | [ 15 ] |
| 2022 | «Стальной алхимик: Месть Шрама»            | Эдвард Элрик    | Главная роль    | [ 16 ] |
| 2022 | «Стальной алхимик: Финальная Трансмутация» | Эдвард Элрик    | Главная роль    | [ 17 ] |
| 2023 | «Дикое место»                              | Джо             |                 | [ 18 ] |
| 2024 | «Безмолвная любовь»                        | Аой             | Главная роль    | [ 19 ] |

### Телесериалы
| Год  | Название                                                           | Телеканал                     | Роль               | Примечания                                                                         |
| ---- | ------------------------------------------------------------------ | ----------------------------- | ------------------ | ---------------------------------------------------------------------------------- |
| 2006 | Школа детективов Кью — Спешл                                       | NTV                           | Рю Амакуса         | Второстепенная роль; Телевизионный фильм                                           |
| 2007 | Школа детективов Кью                                               | NTV                           | Рю Амакуса         | Второстепенная роль; 3-х месячная длинная серия; продолжение телевизионного фильма |
| 2008 | Однофунтовое Евангелие                                             | NTV                           | Кацуми Мукода      | Второстепенная роль; 3-х месячная длинная серия;                                   |
| 2008 | Потрясающий учитель!                                               | NTV                           | Хаято Гундзю       | Главная роль; Телевизионный фильм                                                  |
| 2008 | Фурухата из средней школы                                          | Fuji TV                       | Нинзабуро Фурухата | Главная роль; Телевизионный фильм                                                  |
| 2008 | Горе-учитель                                                       | NTV                           | Тоити Такасуги     | Главная роль                                                                       |
| 2009 | Не забывай о Ниини                                                 | NTV                           | Юджи Каваи         | Второстепенная роль                                                                |
| 2009 | «Левый глаз детектива [SP]»                                        | NTV                           | Танака Аиноске     | Главная роль                                                                       |
| 2010 | «Левый глаз детектива»                                             | NTV                           | Танака Аиноске     | Главная роль; продолжение                                                          |
| 2012 | «Повесть о Ямада Акиеси: Неизвестный патриот Бакумацу»             | TBS                           | Ямада Акиеси       | Главная роль                                                                       |
| 2012 | «Идеальный сын»                                                    | NTV                           | Даити              | Главная роль                                                                       |
| 2013 | «Дело ведёт юный детектив Киндаити 1» (спешл)                      | NTV                           | Хадзиме Киндаити   | Главная роль                                                                       |
| 2013 | «Прощай сегодняшний день»                                          | NTV                           | Нобуо Харада       | Второстепенная роль                                                                |
| 2014 | «Дело ведёт юный детектив Киндаити 2» (спешл)                      | NTV                           | Хадзиме Киндаити   | Главная роль; продолжение                                                          |
| 2014 | «Дело ведёт юный детектив Киндаити»                                | NTV                           | Хадзиме Киндаити   | Главная роль; продолжение                                                          |
| 2014 | «Адский учитель Нубэ»                                              | NTV                           | Зекки              | Гость 9 эпизод                                                                     |
| 2015 | «Мама, я в порядке»                                                | NTV                           | Сасаки Рёхей       | Главная роль                                                                       |
| 2016 | «Каин и Авель»                                                     | Fuji TV                       | Ю Такада           | Главная роль                                                                       |
| 2018 | «Угасшая зима: Сделаем вид, что в нашей семье ничего не произошло» | NTV                           | Китадзава Сусаку   | Главная роль                                                                       |
| 2019 | «Зима всё скроет 2019: Лето, такое холодное, что можно умереть»    | Главная роль;Тв-фильм, сиквел | Китадзава Сусаку   |                                                                                    |
| 2019 | «Мужчина-цыкада»                                                   | TV Asahi                      | Семи/цикада        | Главная роль                                                                       |
| 2020 | «K2: Два рисковал парня»                                           | TBS                           | Кандзаки Рюити     | Главная роль                                                                       |
| 2022 | «Срок годности моей привлекательности вот-вот закончится?!»        | TV Asahi                      | Маруя Коскэ        | Главная роль                                                                       |
| 2022 | «Убийца Внутри»                                                    | Эйдзи Урасима / Эйджи Хачинои | Fuji TV            | Главная роль                                                                       |
| 2023 | «Целует безымянный палец»                                          | Того Нитта                    | TBS                | [ 42 ] [ 43 ]                                                                      |
| 2024 | «Миллиарды против школы»                                           | Рэй Кагами                    | Fuji TV            | Главная роль                                                                       |

## Награды и номинации
| Год  | Премия                              | Категория                    | Номинация                                                   | Результат |
| ---- | ----------------------------------- | ---------------------------- | ----------------------------------------------------------- | --------- |
| 2016 | 40-я Hochi Film Awards              | Лучший новый артист          | Класс убийц и Кузнечик                                      | Номинация |
| 2016 | 39-я Премия Японской киноакадемии   | Новичок года                 | Класс убийц                                                 | Победа    |
| 2016 | 25-я                                | Rookie Actor of the Year     | Кузнечик                                                    | Победа    |
| 2017 | 91-я Television Drama Academy Award | Best Actor in a Leading Role | Каин и Авель                                                | Номинация |
| 2018 | 91-я Kinema Junpo Award             | Best Newcomer Actor          | The Miracles of the Namiya General Store & Стальной алхимик | Победа    |